# Caribana Festival de Crans
Pour les articles homonymes, voir Caribana Festival.
Le Caribana Festival est un festival de musique en plein air organisé au port de Crans-près-Céligny, à proximité directe de Nyon, dans le canton de Vaud, en Suisse. Sa première édition a lieu en 1990.
Ce festival, qui se surnomme « le plus petit des grands festivals », propose des musiques de tous genres : rock, reggae, hip-hop, pop, électro... Il se déroule sur quatre à cinq jours au début du mois de juin.

## Historique

### Création et débuts
En 1983, la Fête des Caraïbes se tient à Nyon et rassemble plus de 40 000 personnes. Tony Lerch et son groupe d'amis créent un « giron tropical » en 1988 à Nyon, une fête musicale gratuite, en s'inspirant de ce qu'il y a eu cinq ans plus tôt.
Une deuxième édition de cette fête se tient en 1990, et le Caribana Festival naît officiellement le 1er juin 1990 sur le modèle de l'association. Officiellement, il est encore dirigé par l'un des membres fondateurs en 2024, Tony Lerch,. Dès ses débuts, il se déroule au port de Crans-près-Céligny, à quatre kilomètres du célèbre Paléo Festival, né en 1976. Cette première édition, d'un budget de 50 000 francs, attire 2 000 visiteurs en trois soirs.
Tony Lerch explique en 2020 que « c’était très local, avec une programmation axée sur les Caraïbes, puis l’Afrique et le reggae, et aussi pas mal de groupes qui passaient en Repérages sur Couleur 3. Peu à peu, aussi à cause du déclin de groupes fédérateurs comme Zouk Machine et Kassav', on s’est tourné vers des choses plus pop ».

### Évolution
Le public augmente année après année. En 1995, les organisateurs investissent dans une nouvelle parcelle pour ne pas se restreindre à un espace bricolé directement au port. D'abord avec une scène, le Caribana Festival inaugure sa deuxième scène en 1997, la scène du lac.
En 2001, ils enregistrent 18 500 entrées, dont 11 900 payantes. L'édition 2002, la treizième, propose quatre dates. « Au fil des années, et malgré une programmation qui persiste à donner la parole à des artistes moins connus, notamment suisses, Caribana a étoffé ses affiches », comme l'explique Swissinfo en juin 2002.
L'année 2005 est particulière grâce à « Moby, alors une superstar, [qui] a accepté de venir et nous a installés sur la carte des festivals qui comptent ». Cela permet au festival de vivre d'excellentes éditions jusqu'à 2010, où les quatre soirs affichent complet, pour 32 000 spectateurs au total. Cette année-là est inaugurée une troisième scène, intimiste et sur pilotis, la scène de la plage,.
Au début des années 2010, la dynamique se complique en raison de conflits avec la commune, qui leur demande de déménager. La pose de gazon synthétique crée un terrain d'entente. Et dès 2013, avec la présence de Queens of the Stone Age « alors le plus gros groupe en tournée » selon Tony Lerch, le festival va mieux.
Depuis 2015, le festival propose une terrasse VIP surélevée et faisant face à la Grande Scène.
Les éditions 2020 et 2021 sont annulées en raison de la pandémie de COVID-19. L'édition 2022 et ses 30 500 spectateurs fait partie des trois meilleures affluences de l'histoire du festival, à l'occasion de sa 30e édition qui dure cinq jours. En 2023, quelques 30 000 spectateurs assistent aux concerts, où sur une trentaine d'artistes, 18 sont Suisses. Pour sa 32e édition en 2024, le festival souffre de la météo capricieuse et n'attire que 26 000 spectateurs sur 32 000 possibles (dont une soirée complète).
En février 2024, en raison de difficultés financières, le festival doit passer du modèle de l'association à celui de la société anonyme, baptisée Caribana Productions. La structure est créée Tony Lerch (fondateur) et Samuel Galley (directeur), rejoints par Julien Rouyer (désormais co-directeur, et directeur de Soldout Prod qui organise notamment The Beat Festival).

## Éditions

### Édition 2016 (26e)
Artistes présents sur les deux scènes principales
- Mercredi 1er juin : Amy Macdonald, Breaking Benjamin, Yellow Teeth, Worry Blast, Garbage et The Chikitas
- Jeudi 2 juin : Broken Back, The Kooks, Emilie Zoé, Primal Scream, Foy Vance et James Bay
- Vendredi 3 juin : Lost Frequencies, K's Choice, Kadebostany, Pony Pony Run Run, Junior Tshaka, Jungle et FlexFab
- Samedi 4 juin : Feder, Crystal Fighters, James Morrison, The Bohicas, Puts Marie, Nneka et Le Roi Angus
- Dimanche 5 juin : Maître Gims, Alejandro Reyes et Huge Puppies

### Édition 2017 (27e)
Artistes présents sur les deux scènes principales, avec pour la première fois des soirées thématisées et beaucoup d'électro (pour un vendredi soir avec le plus de consommations aux bars de leur histoire),
- Mercredi 7 juin (pop-rock/métal) : Sum 41, Evanescence, Cold Bath, Rag'n'Bone Man et Hathors
- Jeudi 8 juin (rock) : Le Beau Lac de Bâle, Roger Hodgson, Foreigner, Pat Burgener, Fai Baba et Vant
- Vendredi 9 juin (électro) : Klingande, Fakear, Kungs, Klischée, Gramatik et Madeon
- Samedi 10 juin (divers) :  LEJ, Wyclef Jean, Macaô, Ira May, Møme et Yaniss Odua & Artikal Band
- Dimanche 11 juin (pop/hip-hop) : The Bonnie Situations, Alvaro Soler, Berywam et Bigflo & Oli

### Édition 2018 (28e)
Artistes présents sur les deux scènes principales
- Mardi 5 juin (variété) : Patrick Bruel, Aliose et Fabian Tharin
- Mercredi 6 juin (rock/métal) : Mat Bastard, Eluveitie, Status Quo, Ecca Vandal et The Last Moan
- Jeudi 7 juin (pop-rock) : Simple Minds, Passenger, All Them Witches, Wildoow Kin, The Gardener & The Tree et Wintershome
- Vendredi 8 juin (électro) : Petit Biscuit, Hyphen Hyphen, Polo & Pan, Synapson, Ofenbach, Skin et Wugs
- Samedi 9 juin (divers) : Naâman, Oscar & The Wolf, Protoje, Danitsa, The Script, Yall et Saint City Orchestra

### Édition 2019 (29e)
Artistes présents sur les deux scènes principales,
- Mercredi 5 juin (pop-rock/chanson française) : Franz Ferdinand, Boulevard des Airs, Trois Cafés Gourmands, Barns Courtney, The Limiñanas et Jeanne Added
- Jeudi 6 juin (pop-rock/trip-hop) : Kodaline, Morcheeba, Bastian Baker, Minuit, Agar Agar et Marius Bear
- Vendredi 7 juin (électro) : Robin Schulz, Caravan Palace, Synapson, Vitalic, Kazy Lambist et Monumental Men
- Samedi 8 juin (hip-hop) : Vald, Vegedream, Ninho, Georgio, Sofiane, Di-Meh et Blu Samu
- Dimanche 9 juin : clôture avec Nekfeu, Skip The Use, Les Négresses Vertes, Ella Soto, Improvizanyon, Kreaem et Dewolph x Perla Perlson & Crew

### Édition 2020 - annulée
Artistes prévus sur les deux scènes principales
- Mercredi 17 juin (rock/métal) : The Offspring, Powerwolf, Promethee, Hey Satan et Mama Jefferson
- Jeudi 18 juin (pop-rock) : 5SOS, Travis, Deluxe, Broken Bridge et Eden
- Vendredi 19 juin (électro) : Jax Jones, Fritz Kalkbrenner, Etienne de Crécy, Rudimental Dj Set with trumpet, Riton, SebastiAn et Jessiquoi
- Samedi 20 juin (hip-hop) : Lomepal, Maes, Prime, Moha La Squale, Sim's, WolfGang et Badnaiy
- Dimanche 21 juin : e-Caribana ; tournois de Super Smash Bros., DJ set de Lost Frequencies, Just Dance géant...

Le programme complet est dévoilé le 10 mars, puis l'édition est finalement annulée en raison de la pandémie de Covid-19 en date du 29 avril 2020, de même que l'édition 2021, pour laquelle aucune programmation n'avait été dévoilée.

### Édition 2022 (30e)
Artistes présents sur les deux scènes principales
- Mercredi 15 juin (rock) : The Offspring, Powerwolf, Promethee, grandson, Holding Absence et Ad Infinitum
- Jeudi 16 juin (pop) : Mika, Louane, Klischée, Oscar Anton, Baron.e et Sophie de Quay
- Vendredi 17 juin (électro) : Fatboy Slim, Meduza, Myd (Live Band), Riton, Boston Bun, Jessiquoi et La Colère
- Samedi 18 juin (hip-hop) : PLK, Zola, Soso Maness, Wolfgang, KT Gorique, Naomi Lareine et Younès
- Dimanche 19 juin : eCaribana ; tournois pros/amateurs de Super Smash Bros. Ultimate, et concert de clôture

### Édition 2023 (31e)
Artistes présents sur les deux scènes principales
- Mercredi 7 juin (rock) : Sum 41, Nothing But Thieves, Flogging Molly, Blind Channel, Dirty Sound Magnet (en) et Dreamshade
- Jeudi 8 juin (pop) : Christophe Willem, Suzane, MC Solaar, Izïa, Tryo et Gjon’s Tears
- Vendredi 9 juin (hip-hop et divers) : SCH, Djadja et Dinaz, Soolking, Blaiz Fayah, Mara, Captains Of The Imagination et Chelan
- Samedi 10 juin (électro) : Lost Frequencies, Bob Sinclar, Hyphen Hyphen, Mosimann, Mezerg, Bomel et LyOsun

### Édition 2024 (32e)
Artistes présents sur les deux scènes principales
- Mercredi 5 juin (rock) : Parkway Drive, Bob Vylan, Zeal and Ardor, Cassyette (en), Unpeople, Cure for the Ghost
- Jeudi 6 juin (pop) : Birdy, Raphaël, Tom Odell, Adèle Castillon, Sam Ryder et Nnavy
- Vendredi 7 juin (hip-hop) : SDM, Dinos, Dystinct, So La Lune, Zamdane, Houdi et Mairo
- Samedi 8 juin (électro) : Ofenbach, Martin Solveig, Kadebostany, Netsky, Étienne de Crécy b2b Boombass b2b DJ Falcon, Luude et Orphia

### Édition 2025 (33e)
Artistes présents sur les deux scènes principales,
- Mercredi 4 juin (rock/métal) : The Prodigy, Royal Republic, Eastwood, Mass Hysteria, Poppy et House of Protection
- Jeudi 5 juin (pop/chanson) : Air, Sofiane Pamart, Malik Djoudi, Yodelice, Vendredi sur Mer et Dalí
- Vendredi 6 juin (hip-hop) : Tayc, Oboy, Naza, Wallace Cleaver, J9ueve, Jolagreen23 et Théodora
- Samedi 7 juin (électro/chanson) : Alan Walker, Kungs, Polo & Pan, Swimming Paul, Kavinsky, Cassius et Marie Jay